# Grimaldi Forum

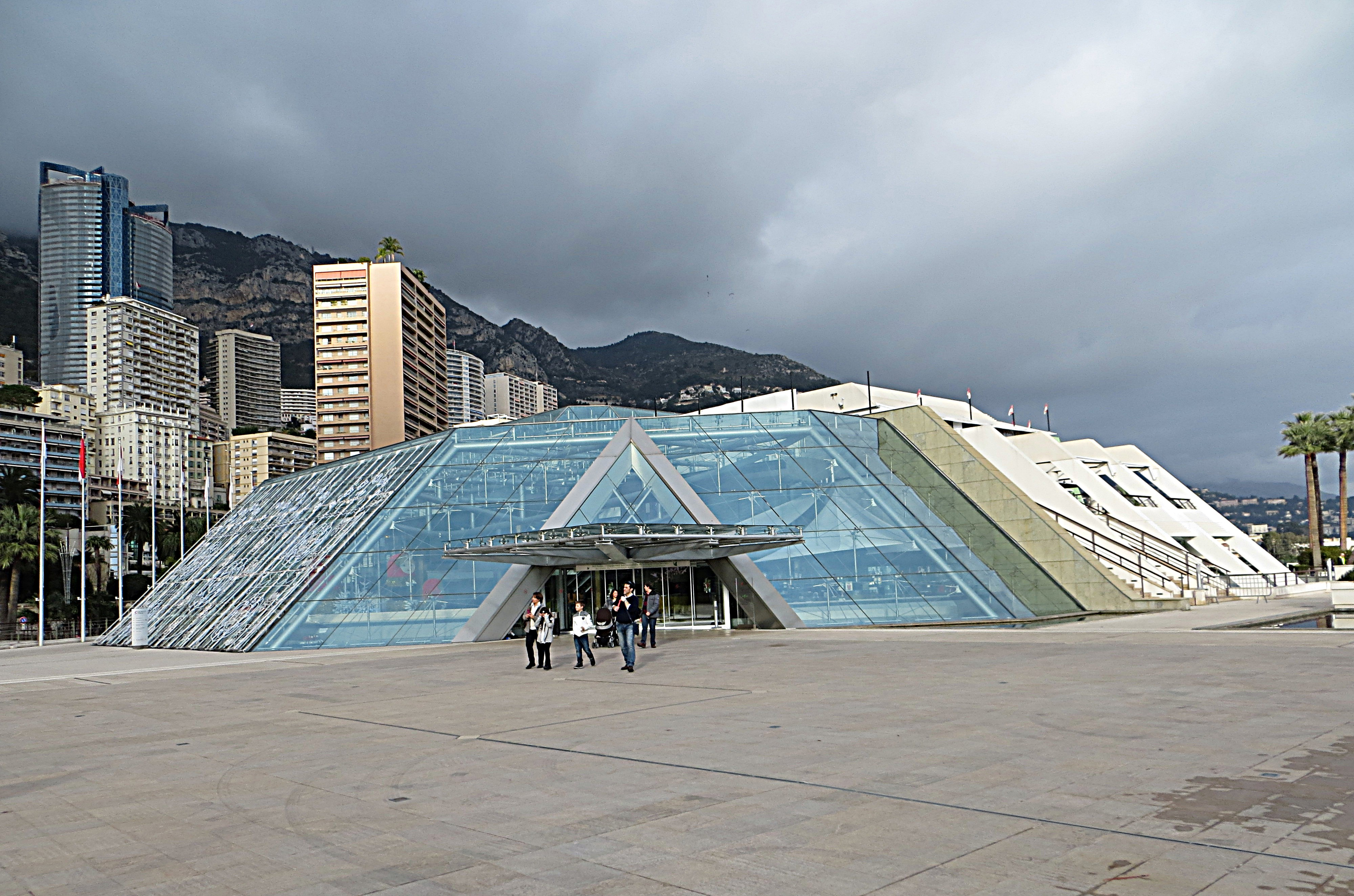
Grimaldi Forum

Grimaldi Forum je kongresové centrum, které se nachází na pobřeží Monaka v části Larvotto.
Každý rok v březnu se zde koná výstava EVER Monako. Dále zde probíhá rozlosování šestnáctifinále (pouze EL), osmifinále, čtvrtfinále a semifinále Ligy Mistrů UEFA a Evropské ligy UEFA.